# 角宿增一
室女座65，又名BD-04 3469，HD 116365、SAO 139308、HR 5047，是室女座的一颗恒星，视星等为5.89，位于銀經317.64，銀緯57.03，其B1900.0坐标为赤經13h 18m 7.9s，赤緯-4° 57.03′ 5″。